# K. J. Apa

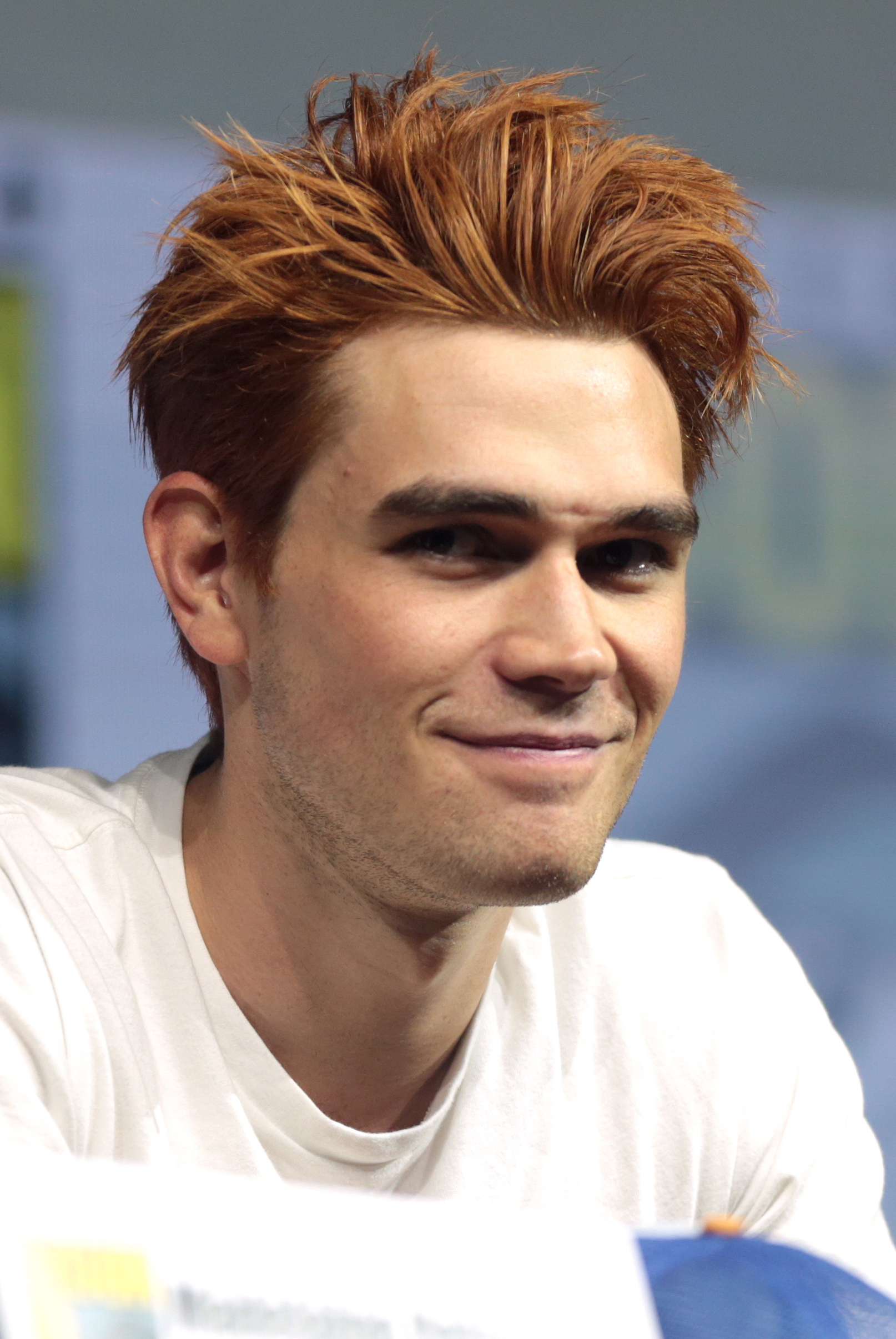
K. J. Apa auf der Comic-Con in San Diego im Juli 2018

Keneti James „K. J.“ Fitzgerald  Apa (* 17. Juni 1997 in Auckland) ist ein neuseeländischer Schauspieler.

## Leben
K. J. Apa wurde 1997 als Sohn von Tessa und Keneti Apa in Auckland geboren. Er wuchs mit seinen zwei älteren Schwestern auf. Im Alter von 14 Jahren nahm er ein Solo-Gitarrenalbum auf und veröffentlichte es.
In seiner Heimat Neuseeland wurde Apa 2013 durch die Seifenoper Shortland Street bekannt. Darin verkörperte er von Dezember 2013 bis Juli 2015 die Rolle des Kane Jenkins. Anschließend hatte er eine Hauptrolle in der Fernsehserie The Cul De Sac. Seit Ende Januar 2017 verkörpert Apa die Hauptrolle des Archie Andrews in der The-CW-Jugendserie Riverdale, einer Adaption der Archie-Comicserie. Anfang 2017 war er an der Seite von Britt Robertson und Dennis Quaid in dem Spielfilm Bailey – Ein Freund fürs Leben zu sehen.
Seit 2020 führt Apa eine Beziehung mit dem französischen Model Clara Berry. Ihr gemeinsamer Sohn wurde am 23. September 2021 geboren.

## Filmografie
- 2013–2015: Shortland Street (Seifenoper, 46 Episoden)
- 2016: The Cul De Sac (Fernsehserie, Episode 1x01–1x06)
- 2017–2023: Riverdale (Fernsehserie, 134 Episoden)
- 2017: Bailey – Ein Freund fürs Leben (A Dog’s Purpose)
- 2018: The Hate U Give
- 2019: The Last Summer
- 2020: I Still Believe
- 2020: Songbird
- 2024: One Fast Move
- 2025: Liebe findet uns (The Map That Leads to You)